# Сент-Мор, Николас, 1-й барон Сент-Мор
Николас де Сент-Мор (англ. Nicholas de St Maur; умер 8 ноября 1316) — английский аристократ, 1-й барон Сент-Мор с 1314 года.

## Биография
Николас принадлежал к старинному аристократическому роду французского происхождения, представители которого участвовали в нормандском завоевании Англии и сосредоточили в своих руках обширные владения в Сомерсете, Уилтшире, Глостершире. Он был сыном Лоуренса де Сент-Мора и унаследовал семейные владения после смерти отца в 1282 году. В период с 1298 по 1305 годы Николас участвовал в походах в Шотландию. Благодаря браку с одной из наследниц Алана ла Зуша, 1-го барона ла Зуша из Эшби, он значительно расширил свои владения. В 1314 году Сент-Мор был вызван в парламент как лорд, и это событие считается началом истории баронского титула.
В браке Николаса де Сент-Мора и Элен ла Зуш родились трое сыновей:
- Алан (умер до 1316)[3];
- Томас (умер после октября 1334[3]), 2-й барон Сент-Мор[1];
- Николас (умер в 1361)[3], 3-й барон Сент-Мор[1].

Элен после смерти супруга вышла замуж во второй раз — за сэра Алана Черлтона.